# Флорида-Мару
Флорида-Мару (Florida Maru) — транспортне судно, яке під час Другої світової війни взяло участь у операціях японських збройних сил в архіпелазі Бісмарка.
Флорида-Мару спорудили в 1925 році на верфі Kawasaki Dockyard у Кобе для компанії Kawasaki Kisen.
6 жовтня 1941-го Флорида-Мару реквізували для потреб Імперського флоту Японії.
10—15 грудня 1942-го Флорида-Мару, яке прийняло на борт дев'ять сотень осіб зі 101-го будівельного загону та обладнання, пройшло з Йокосуки на атол Трук у центральній частині Каролінських островів (ще до війни тут облаштували головну базу японського флоту в Океанії). Цей перехід був частиною операції з проведення конвою № 1 Го.
9 січня 1943-го судно вийшло з японського порту Саєкі у складі конвою «Т» — одного з багатьох, проведення яких здійснювалось у межах операції «Військові перевезення №8» (No. 8 Military Movement, 8-Go Enshu Yuso). Метою цих рейсів було постачання головної передової бази в Рабаулі (острів Нова Британія у архіпелазі Бісмарка), з якої провадились операції на Соломонових островах та сході Нової Гвінеї.
У середині березні 1943-го Флорида-Мару перебувало в Рабаулі, звідки вийшло 12 березня у складі конвою до Палау (важливий транспортний хаб у західній частині Каролінського архіпелагу). 15 березня за три сотні кілометрів на північний захід від островів Адміралтейства Флорида-Мару було пошкоджене внаслідок атаки підводного човна «Тріггер». Хоча судно покинули, проте воно не затонуло і через кілька діб. Як наслідок, 18 березня два кораблі конвою — транспорт Тоней-Мару та есмінець Мочідзукі — повернули назад з метою здійснити буксирування Флорида-Мару. 24 березня судно довели до якірної стоянки Мьове біля острова Новий Ганновер, після чого Тоней-Мару вирушило на Трук. Що стосується Флорида-Мару, то невдовзі його вдалось доправити до розташованого за кілька десятків кілометрів на схід Кавієнгу — другої за значенням японської бази в архіпелазі Бісмарка на острові Нова Ірландія.
3 квітня при нальоті на Кавієнг літаків B-17 «Літаюча фортеця» Флорида-Мару було знов уражене та затонуло.